# Cymbidium
Cymbidium Sw., 1799 è un genere di piante della famiglia delle Orchidacee, diffuso in Asia orientale (in prevalenza Cina e India), in Africa e in Australia.
Il nome Cymbidium deriva dalla parola greca kumbos (cavità) e si riferisce alla forma particolare del labello.

## Descrizione

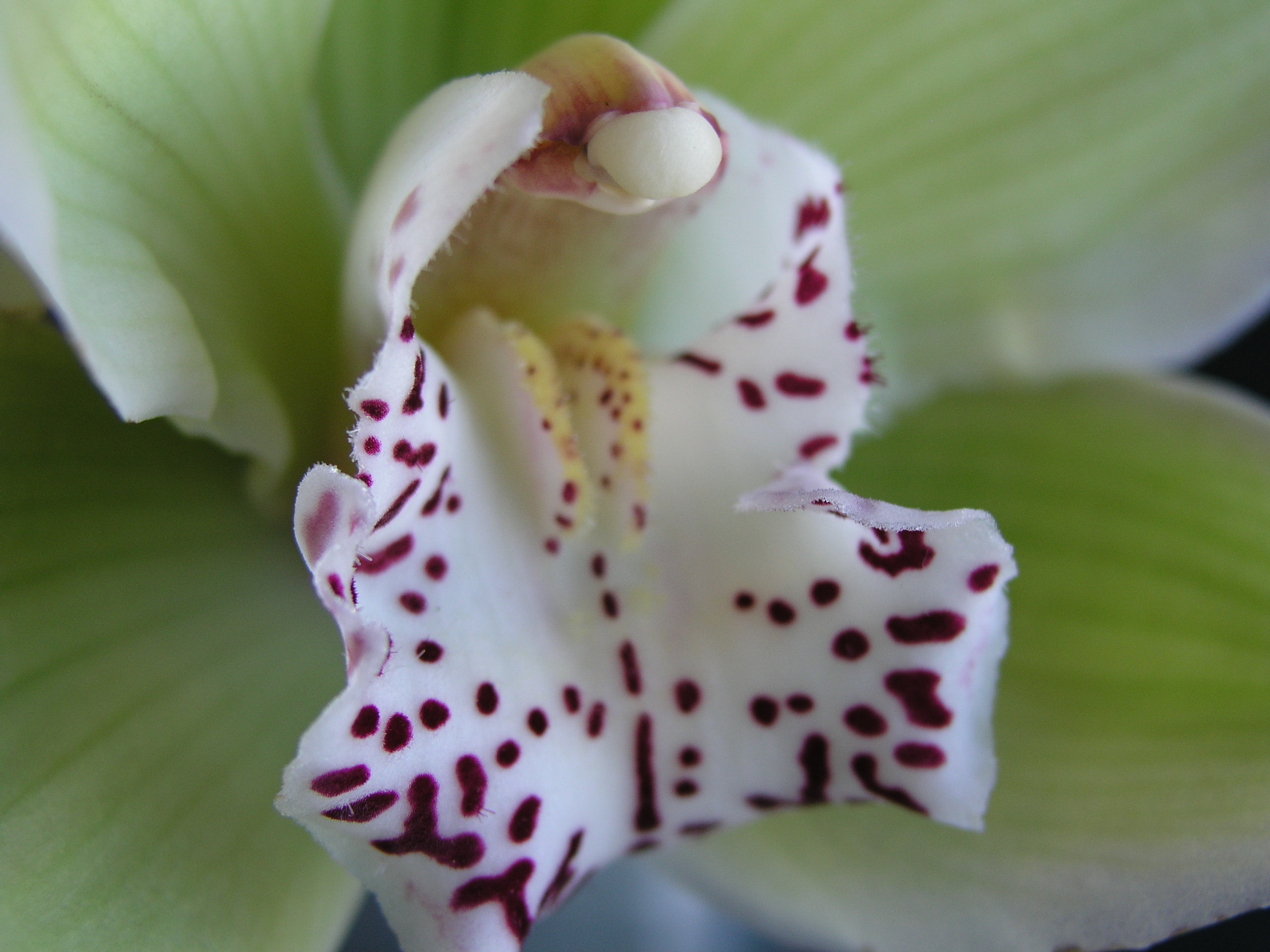
Particolare del labello del fiore di Cymbidium

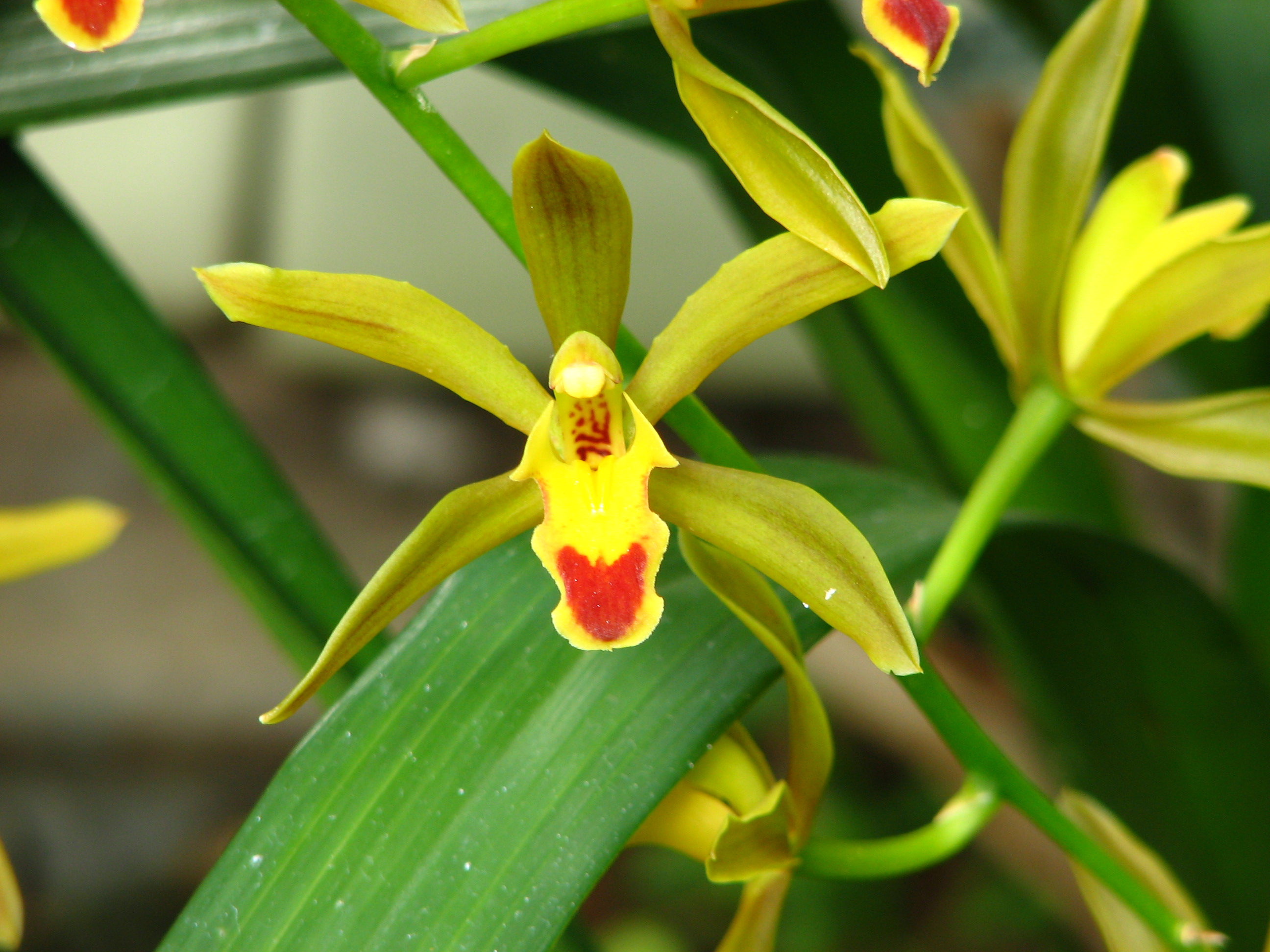
Fiore di Cymbidium

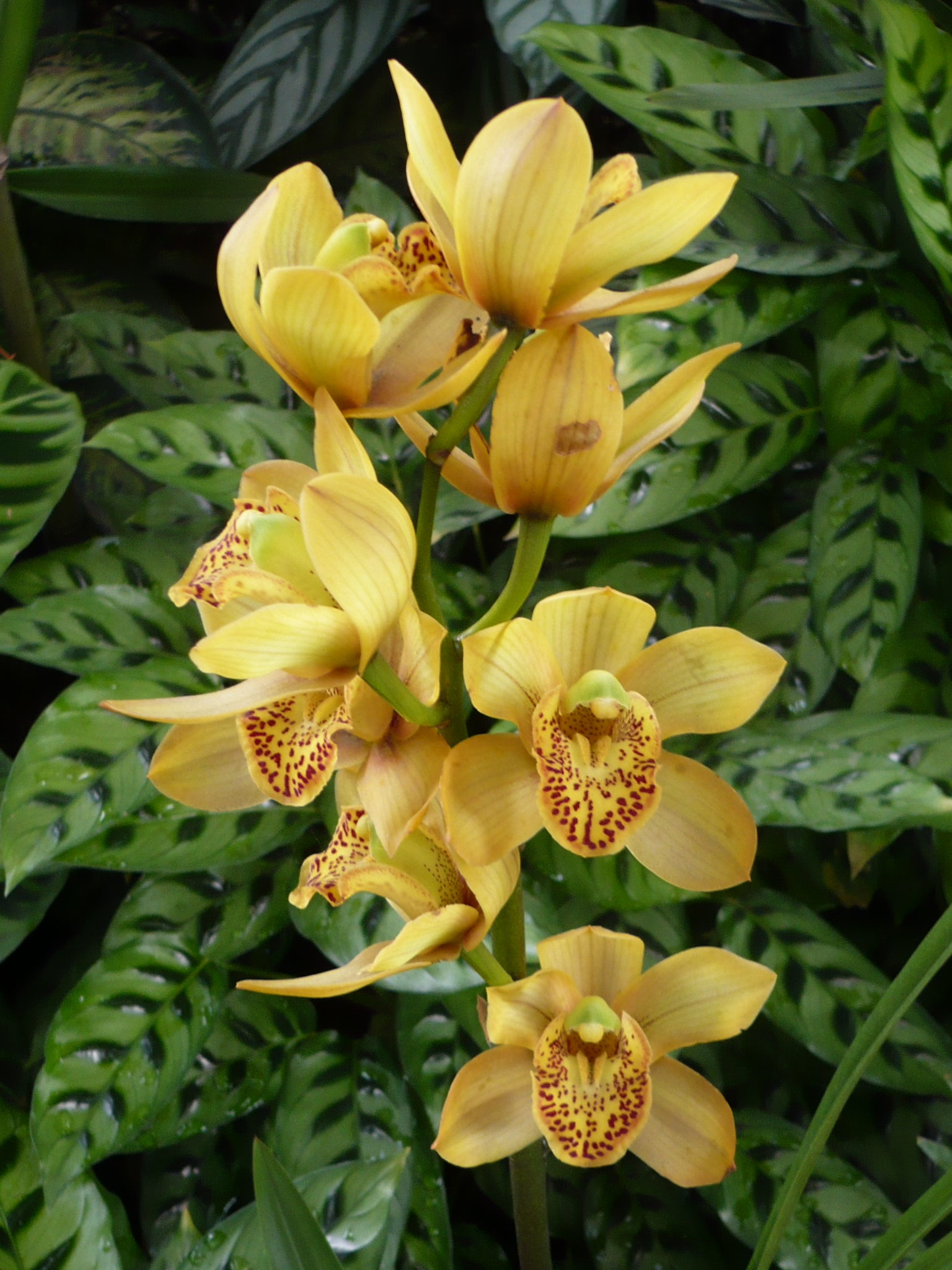
Fiori di un ibrido di Cymbidium

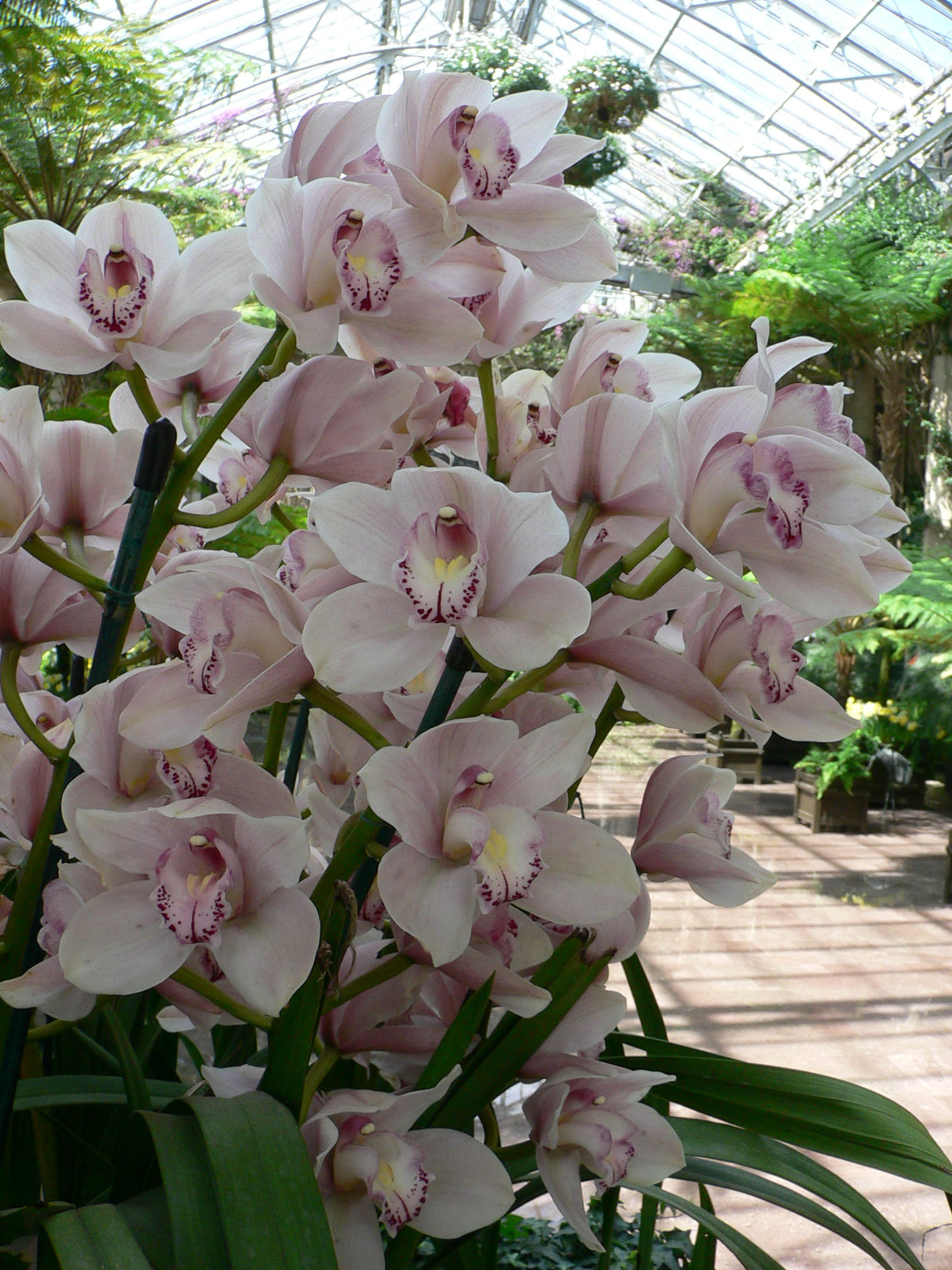
Fiori di Cymbidium

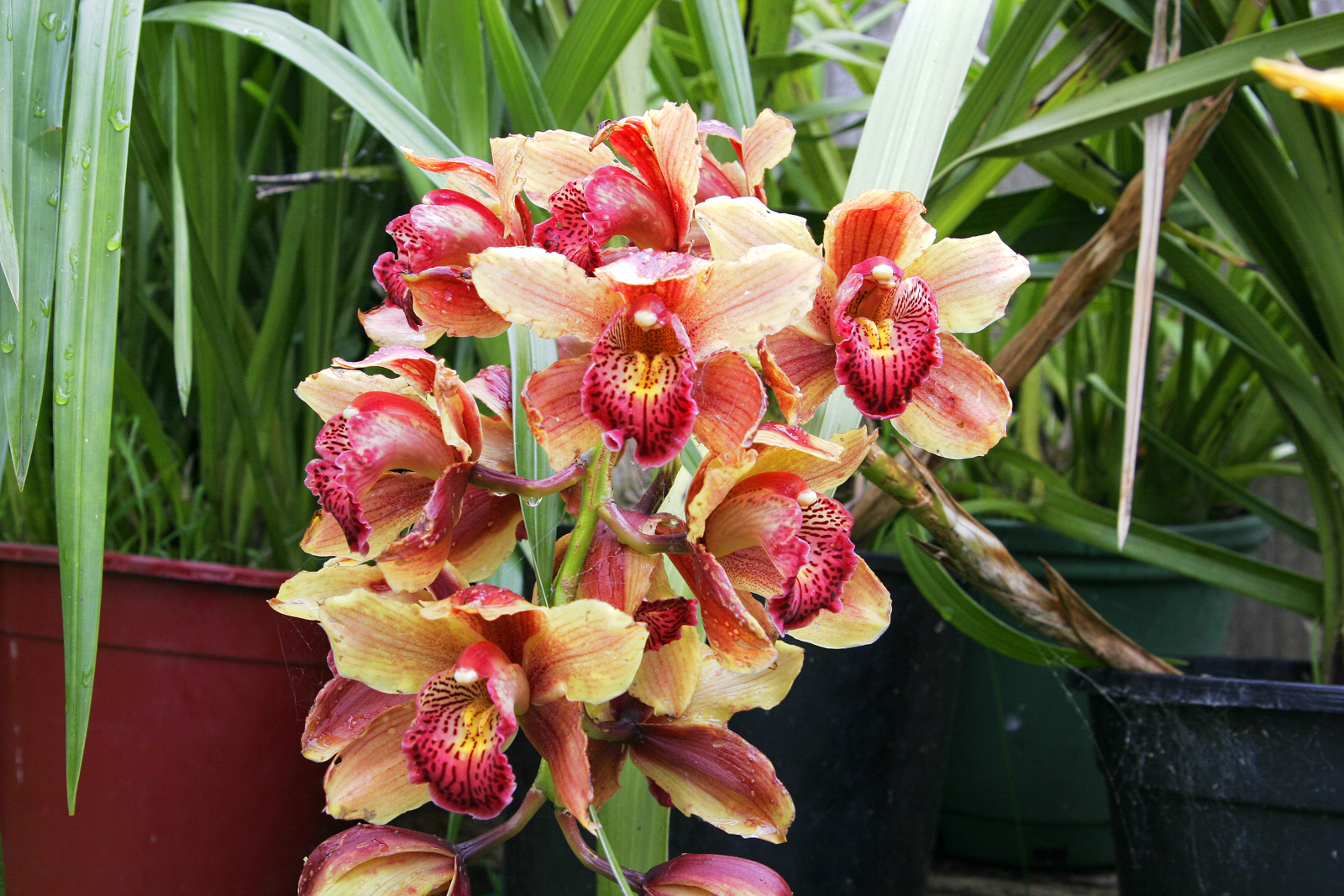
Un particolare Cymbidium a stelo ricadente

Si tratta di piante epifite, semi-epifite o terrestri, a sviluppo simpodiale, dotate cioè di più apici vegetativi che permettono alla pianta di crescere orizzontalmente. Sono Orchidaceae provviste di pseudobulbi da cui si dipartono foglie nastriformi e consistenti, lunghe fino sessanta centimetri, di colore variabile nelle sfumature del verde acceso. Gli steli floreali, eretti o ricadenti, appaiono più frequentemente in inverno dai nuovi pseudobulbi e possono raggiungere una lunghezza di un metro e portare fino a 20 grandi fiori, molto decorativi e duraturi, con tonalità che spaziano dal bianco al rosso, dal giallo-crema al marrone, non comprendendo comunque blu e nero. Essi sono caratterizzati da sepali e petali, quasi sempre della stessa lunghezza, di forma lineare o lanceolata e da un labello trilobato, variopinto sulla parte superiore e rialzato nei lobi laterali. L'apparato radicale è di buona norma folto e ben accestito. Le radici carnose e delicate assumono se sane un colorito biancastro e possono presentare ramificazioni.

## Tassonomia
Il genere Cymbidium comprende le seguenti specie:
- Cymbidium acuminatum M.A.Clem. & D.L.Jones
- Cymbidium aliciae Quisumb.
- Cymbidium aloifolium (L.) Sw.
- Cymbidium atrolabium X.Y.Liao, S.R.Lan & Z.J.Liu
- Cymbidium atropurpureum (Lindl.) Rolfe
- Cymbidium × ballianum Rolfe
- Cymbidium banaense Gagnep.
- Cymbidium × baoshanense F.Y.Liu & Perner
- Cymbidium bicolor Lindl.
- Cymbidium borneense J.J.Wood
- Cymbidium canaliculatum R.Br.
- Cymbidium changningense Z.J.Liu & S.C.Chen
- Cymbidium chloranthum Lindl.
- Cymbidium cochleare Lindl.
- Cymbidium concinnum Z.J.Liu & S.C.Chen
- Cymbidium crassifolium Herb.
- Cymbidium cyperifolium Wall. ex Lindl.
- Cymbidium daweishanense G.Q.Zhang & Z.J.Liu
- Cymbidium dayanum Rchb.f.
- Cymbidium defoliatum Y.S.Wu & S.C.Chen
- Cymbidium devonianum Paxton
- Cymbidium dianlan H.He
- Cymbidium × dilatatiphyllum J.M.H.Shaw
- Cymbidium eburneum Lindl.
- Cymbidium elegans Lindl.
- Cymbidium elongatum J.J.Wood, Du Puy & Shim
- Cymbidium ensifolium (L.) Sw.
- Cymbidium erythraeum Lindl.
- Cymbidium erythrostylum Rolfe
- Cymbidium faberi Rolfe
- Cymbidium finlaysonianum Lindl.
- Cymbidium floribundum Lindl.
- Cymbidium × florinda auct.
- Cymbidium formosanum Hayata
- Cymbidium × gammieanum King & Pantl.
- Cymbidium gaoligongense Z.J.Liu & J.Yong Zhang
- Cymbidium × glebelandense Rolfe
- Cymbidium goeringii (Rchb.f.) Rchb.f.
- Cymbidium haematodes Lindl.
- Cymbidium hartinahianum J.B.Comber & Nasution
- Cymbidium × hillii F.Muell. ex Regel
- Cymbidium hookerianum Rchb.f.
- Cymbidium induratifolium Z.J.Liu & J.N.Zhang
- Cymbidium insigne Rolfe
- Cymbidium iridioides D.Don
- Cymbidium jiangchengense Ying L.Peng, S.R.Lan & Z.J.Liu
- Cymbidium kanran Makino
- Cymbidium lancifolium Hook.
- Cymbidium lii M.Z.Huang, J.M.Yin & G.S.Yang
- Cymbidium longipes Z.J.Liu & J.N.Zhang
- Cymbidium lowianum (Rchb.f.) Rchb.f.
- Cymbidium macrorhizon Lindl.
- Cymbidium madidum Lindl.
- Cymbidium maguanense F.Y.Liu
- Cymbidium mastersii Griff. ex Lindl.
- Cymbidium micranthum Z.J.Liu & S.C.Chen
- Cymbidium multiradicatum Z.J.Liu & S.C.Chen
- Cymbidium × monanthum J.M.H.Shaw
- Cymbidium munronianum King & Pantl.
- Cymbidium nanulum Y.S.Wu & S.C.Chen
- Cymbidium × nishiuchianum Makino ex J.M.H.Shaw
- Cymbidium × nomachianum T.Yukawa & Nob.Tanaka
- Cymbidium × nujiangense X.P.Zhou, S.P.Lei & Z.J.Liu
- Cymbidium × oblancifolium Z.J.Liu & S.C.Chen
- Cymbidium omeiense Y.S.Wu & S.C.Chen
- Cymbidium parishii Rchb.f.
- Cymbidium puerense Z.J.Liu & S.R.Lan
- Cymbidium × purpuratum L.J.Chen, L.Q.Li & Z.J.Liu
- Cymbidium qiubeiense K.M.Feng & H.Li
- Cymbidium rectum Ridl.
- Cymbidium recurvatum Z.J.Liu, S.C.Chen & P.J.Cribb
- Cymbidium repens Aver. & Q.T.Phan
- Cymbidium × rosefieldense auct.
- Cymbidium roseum J.J.Sm.
- Cymbidium sanderae (Rolfe) P.J.Cribb & Du Puy
- Cymbidium schroederi Rolfe
- Cymbidium seidenfadenii (P.J.Cribb & Du Puy) P.J.Cribb
- Cymbidium serratum Schltr.
- Cymbidium shidianense G.Z.Chen, G.Q.Zhang & L.J.Chen
- Cymbidium sichuanicum Z.J.Liu & S.C.Chen
- Cymbidium sigmoideum J.J.Sm.
- Cymbidium sinense (Jacks.) Willd.
- Cymbidium suave R.Br.
- Cymbidium suavissimum Sander ex C.H.Curtis
- Cymbidium teretipetiolatum Z.J.Liu & S.C.Chen
- Cymbidium tigrinum C.S.P.Parish ex Hook.
- Cymbidium tortisepalum Fukuy.
- Cymbidium tracyanum L.Castle
- Cymbidium wadae T.Yukawa
- Cymbidium wenshanense Y.S.Wu & F.Y.Liu
- Cymbidium whiteae King & Pantl.
- Cymbidium wilsonii (Rolfe ex De Cock) Rolfe
- Cymbidium × woodlandense Rolfe

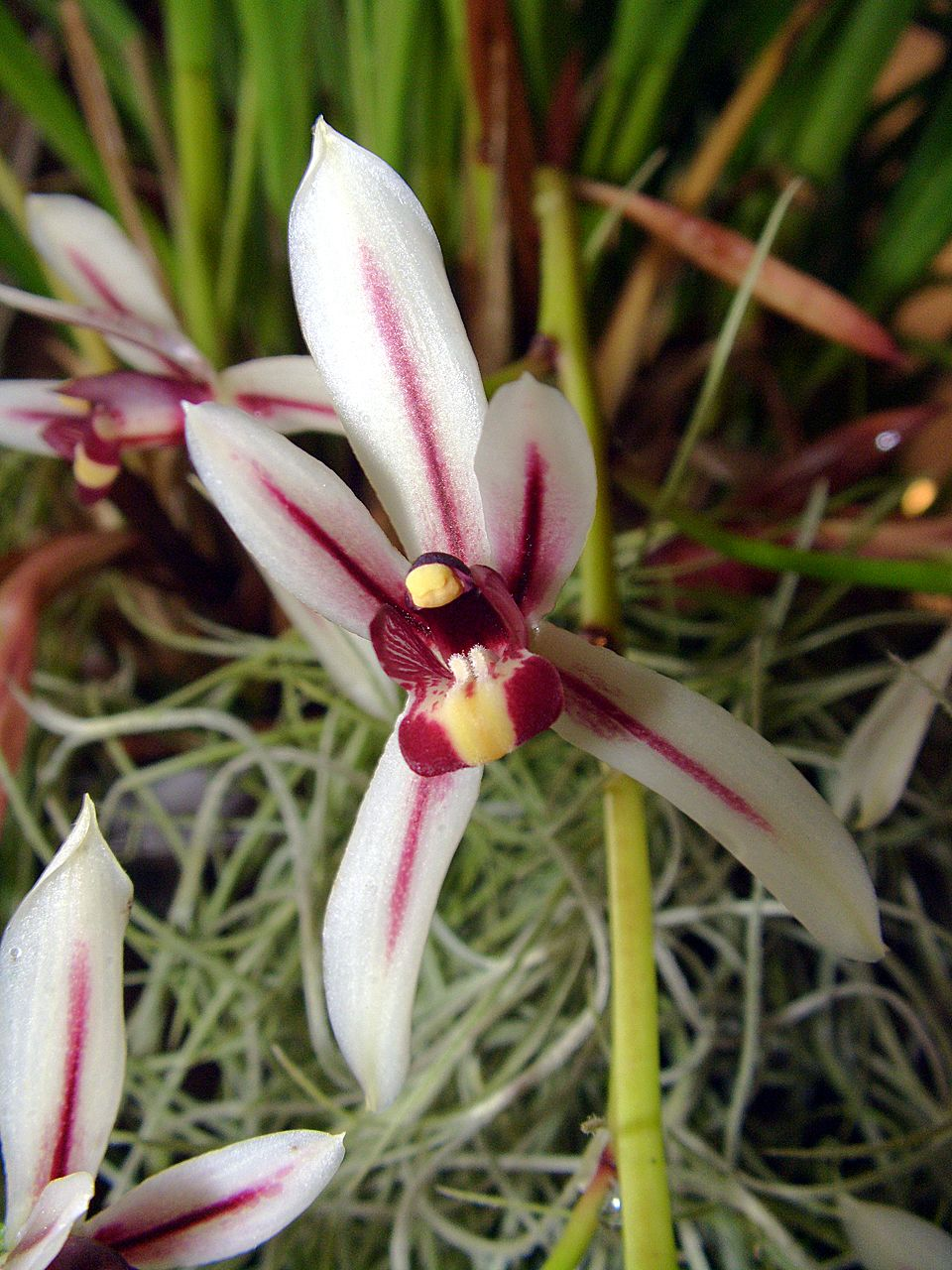
Cymbidium dayanum
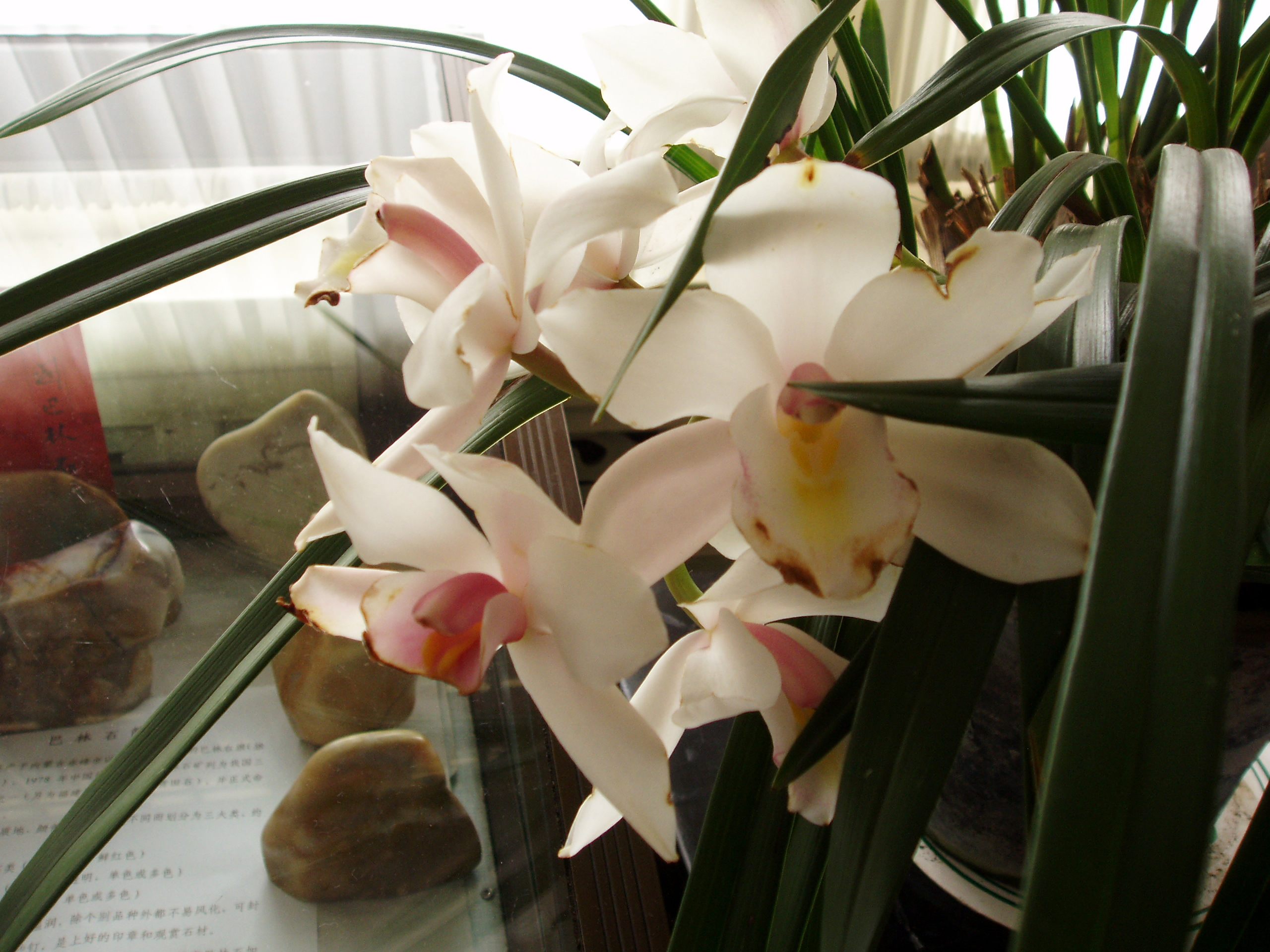
Cymbidium ensifolium
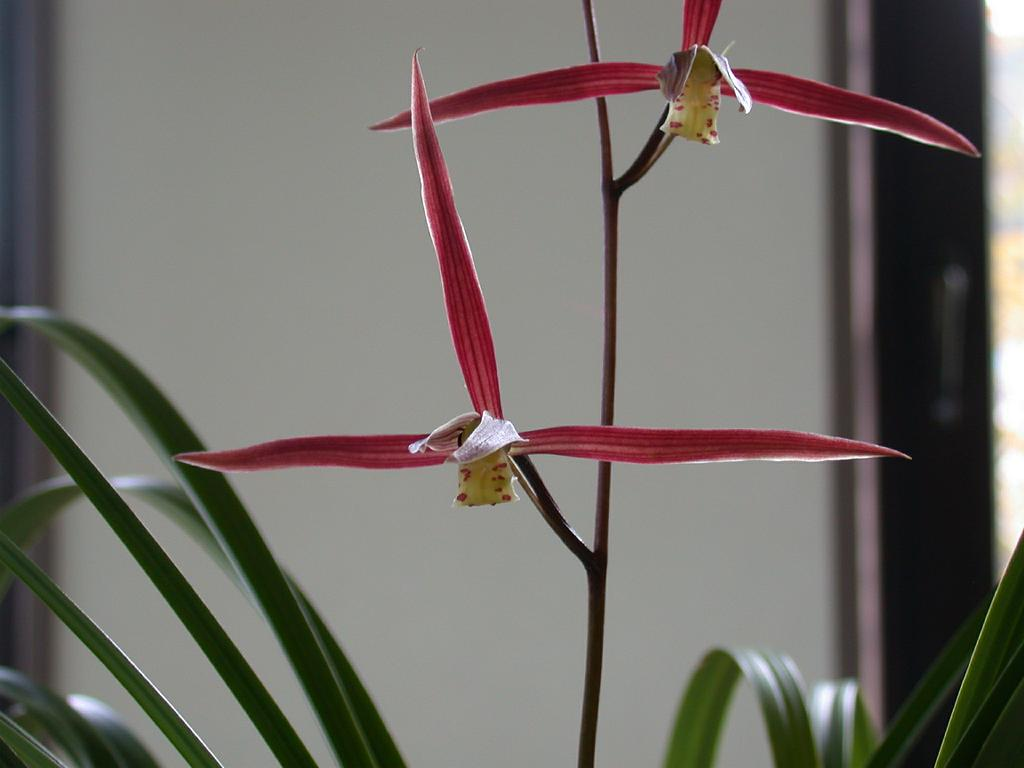
Cymbidium kanran
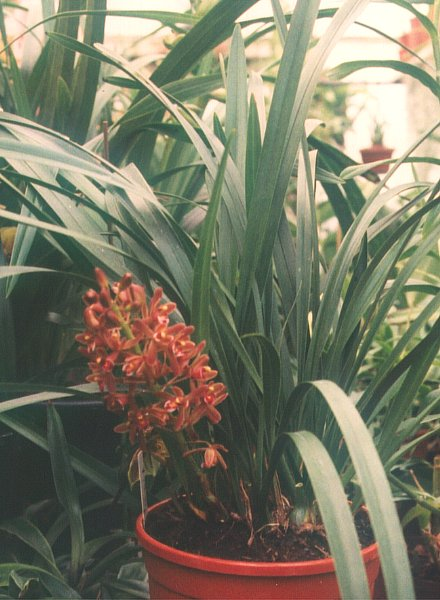
Cymbidium floribundum

## Coltivazione
Le specie di questo genere crescono al meglio a temperature fresche, intorno ai 15-18 °C, ma sono capaci di adattarsi anche a temperature molto superiori, anche oltre i 30 °C, purché venga assicurata una buona umidità ambientale e una buona ventilazione. Nei climi miti è possibile coltivare queste piante all'aperto in una posizione ben riparata. Queste piante amano una luminosità molto intensa e giovano pure delle posizioni esposte alla luce solare diretta, seppur per breve tempo e non nei periodi di massima intensità.
Le radici non tollerano che il substrato rimanga completamente secco troppo a lungo, è buona norma quindi innaffiare regolarmente con acqua demineralizzata, in estate bisogna bagnare prima che il substrato asciughi completamente mentre in inverno è buona norma farlo asciugare appena per scongiurare attacchi crittogamici. Durante l'attività vegetativa si può somministrare dopo l'innaffiatura del buon concime NPK bilanciato dopo l'innaffiatura, diluendo le dosi indicate sulle confezioni.

L'apparato radicale, in genere molto fitto, ha bisogno di un'abbondante ossigenazione e richiede quindi un'elevata porosità del terreno e un buon drenaggio atti a evitare pericolose asfissie radicali dovute a ristagni idrici persistenti che portano con sé quasi sempre marciumi e, se uniti a un'umidità ambientale stagnante, il virus del Mosaico del Cymbidium. Queste patologie sono molto spesso causa di morte nelle piante coltivate.

Se ben coltivate queste piante possono fiorire meravigliosamente e molto abbondantemente ogni inverno. Per fiorire è importante che le piante (anche se coltivate in appartamento) vengano esposte ad un periodo di temperatura notturna intorno ai 10 °C prima dell'arrivo dei primi freddi autunnali. Questa condizione è necessaria per tutto il tempo dell'apertura dei boccioli fiorali: un cambio di temperatura repentino provoca quasi sempre la caduta dei boccioli.

Il rinvaso va eseguito quando le radici hanno completamente riempito il vaso e quando la pianta è cresciuta talmente tanto da non avere ulteriore spazio per nuovi pseudobulbi. Si può procedere al rinvaso anche per sostituire il vecchio substrato nel caso in cui quest'ultimo sia di scarsissima qualità o sia infestato da insetti parassiti o muffe. In tutti gli altri casi è consigliabile tenere le piante in contenitori stretti e anche quando si rinvasa occorre scegliere un nuovo vaso più grande solo di una o due misure, colmando gli spazi vuoti con del substrato inerte leggero e a grossa pezzatura, come il bark (le scaglie di corteccia trattata per orchidee), perlite e argilla espansa. Nell'eseguire il rinvaso, occorre sostituire il più possibile del vecchio substrato stando molto attenti a non danneggiare le radici sane ma eliminando quelle morte con strumenti ben puliti.
Se ben coltivati i Cymbidium si espandono dando luogo a nuovi germogli laterali che diventeranno altri pseudobulbi. Sono piante che possono raggiungere dimensioni davvero notevoli per gli standard delle Orchidacee. Gli esemplari più sviluppati possono essere moltiplicati separando molto delicatamente i cespi facendo attenzione che ogni porzione conservi qualche grande pseudobulbo, molti germogli e un apparato radicale ben sviluppato. Se queste condizioni non possono essere rispettate è decisamente meglio non separare gli pseudobulbi per non compromettere gravemente la salute della pianta. Dopo la separazione è importante tenere il substrato solo appena umido per qualche settimana per dare il tempo alle radici di riprendere il loro ciclo funzionale.

La semina di queste piante, come di tutte le Orchidaceae è particolarmente difficile e, sebbene possa essere effettuata, richiede comunque molte precauzioni e tempi lunghi. Le capsule formatesi dopo l'impollinazione del fiore impiegano circa sei mesi a maturare e contengono varie migliaia di piccolissimi semi, che non contengono alcun nutrimento. Le piante aumentano le probabilità di riprodursi aumentando il numero dei semi ma la buona riuscita della moltiplicazione in natura dipende da un fungo, grazie a una simbiosi chiamata Micorriza, in cui il fungo produce come sostanze di scarto zuccheri e altro che vengono utilizzati dalle orchidee neonate per crescere fino alla creazione delle prime radici.
Il miglior metodo per moltiplicare artificialmente i Cymbidium tramite semina è seminare in vitro su un terreno di coltura sterile che sia in grado di fornire ai germogli quelle sostanze di cui hanno bisogno.